# Апостольский нунций в Нигере
Апостольский нунций в Республике Нигер — дипломатический представитель Святого Престола в Нигере. Данный дипломатический пост занимает церковно-дипломатический представитель Ватикана в ранге посла. Апостольская нунциатура в Нигере была учреждена на постоянной основе 12 сентября 1971 года.
В настоящее время Апостольским нунцием в Нигере является архиепископ, назначенный Папой Львом XIV.

## История
Апостольская нунциатура в Нигере была учреждена 12 сентября 1971 года, бреве Quantum utilitatis папы римского Павла VI. Однако апостольский нунций не имеет официальной резиденции в Нигере, в его столице Ниамее и является апостольским нунцием по совместительству, эпизодически навещая страну. Резиденцией апостольского нунция в Нигере является Уагадугу — столица Буркина-Фасо. Первоначально резиденция Апостольского нунция была в городе Дакар — столице Сенегала. Позднее он отправился в Абиджан — столицу Кот-д'Ивуара. 12 июня 2007 года резиденция Апостольской нунциатуры была переведена в Уагадугу — столицу Буркина-Фасо — буллой Burkinae Fasanae Папы Бенедикта XVI.

## Апостольские нунции в Нигере

### Апостольские про-нунции
- Джованни Мариани, титулярный архиепископ Миссуа — (20 сентября 1971 — 11 января 1975 — назначен апостольским нунцием в Венесуэле);
- Луиджи Барбарито, титулярный архиепископ Фьорентино — (5 апреля 1975 — 10 июня 1978 — назначен апостольским про-нунцием в Австралии);
- Луиджи Доссена, титулярный архиепископ Карпи — (24 октября 1978 — 25 августа 1979, в отставке);
- Хусто Мульор Гарсия, титулярный архиепископ Эмериты-Августы — (25 августа 1979 — 3 мая 1985 — назначен постоянным наблюдателем Святого Престола при отделении ООН и специализированных учреждений ООН в Женеве);
- Антонио Маттьяццо, титулярный архиепископ Вируно — (16 ноября 1985 — 5 июля 1989 — назначен епископом Падуи, с личным титулом архиепископа);
- Януш Болонек, титулярный архиепископ Мадауро — (18 ноября 1989 — 23 января 1995 — назначен апостольским нунцием в Румынии.

### Апостольские нунции
- Луиджи Вентура, титулярный архиепископ Эквилио — (25 марта 1995 — 25 марта 1999 — назначен апостольским нунцием в Чили);
- Марио Дзенари, титулярный архиепископ Дзульо — (12 июля 1999 — 10 мая 2004 — назначен апостольским нунцием в Шри-Ланке);
- Марио Роберто Кассари, титулярный архиепископ Тронто — (8 сентября 2004 — 12 июня 2007 — назначен апостольским нунцием на Мальте);
- Вито Ралло, титулярный архиепископ Альбы — (12 июня 2007 — 15 января 2015, в отставке);
- Пьерджорджо Бертольди, титулярный архиепископ Спелло — (24 апреля 2015 — 19 марта 2019 — назначен апостольским нунцием в Мозамбике);
- Майкл Фрэнсис Кротти, титулярный архиепископ Линдисфарны — (25 апреля 2020 — 16 июля 2024 — назначен апостольским нунцием в Нигерии).